# Japonsko na Zimních olympijských hrách 1956
Japonsko na Zimních olympijských hrách 1956 reprezentovalo 10 sportovců (10 mužů a 0 žen) v 5 sportech.

## Medailisté
| Medaile | Jméno        | Sport           | Disciplína  |
| ------- | ------------ | --------------- | ----------- |
| Stříbro | Čiharu Igaja | Alpské lyžování | Muži slalom |